# Валаска Бела
Валаска Бела (слч. Valaská Belá) је насељено мјесто са административним статусом сеоске општине (слч. obec) у округу Прјевидза, у Тренчинском крају, Словачка Република.

## Становништво
| Година:    | 1994. | 2004.    | 2014.   | 2024.    |
| ---------- | ----- | -------- | ------- | -------- |
| Број људи: | 2599  | 2327     | 2171    | 1905     |
| Разлика:   |       | -10,46 % | -6,70 % | -12,25 % |

| Година:    | 2023. | 2024.   |
| ---------- | ----- | ------- |
| Број људи: | 1946  | 1905    |
| Разлика:   |       | -2,10 % |

Према подацима о броју становника из 2011. године насеље је имало 2.226 становника.